# Guillermo Burgos
Guillermo José Burgos Viguera, (Temuco, Región de la Araucanía, Chile, 19 de agosto de 1977) es un entrenador de fútbol. Actualmente ejerce como asistente técnico en el Unió Esportiva Sant Julià, club de la Primera División de Andorra.

## Trayectoria
Guillermo Burgos se formó como jugador de fútbol en el club Campos Deportivos de su ciudad natal, Temuco. Se destacó como un portero espigado, buena reacción y seguridad de manos.
En 2001 llegó a Andorra por un viaje familiar y terminó radicándose en el Principado. Su mayor identificación la consiguió con el Unió Esportiva Sant Julià, con el que jugó siete temporadas. De hecho, ostenta el récord de ser el primer portero chileno en disputar una edición de la Liga de Campeones de la UEFA, cuando actuó en los dos partidos de la segunda ronda clasificatoria ante el PFC Levski Sofia búlgaro (marcador global de 9-0) en la edición 2009-10. Anteriormente había jugado la versión 2005-06 de la extinta Copa UEFA, al enfrentar al Rapid Bucarest rumano.
En 2013 tomó la decisión de regresar a su país natal Chile por motivos personales, lo cual coincidió con su cese de su condición de portero. Aprovechó sus estudios como entrenador para desempeñarse como preparador de porteros. Su mayor logro fue integrar el cuerpo técnico de Deportes Temuco que consiguió el ascenso a la Primera División de Chile tras coronarse campeón de la Primera B en la temporada 2015-16.
Actualmente vive una segunda etapa de residencia en Andorra desde 2016, en la que se desempeña como asistente técnico de la Unió Esportiva Sant Julià, junto con ser el coordinador del programa de iniciación del fútbol femenino de la Federación Andorrana de Fútbol.

## Selección nacional
Nunca integró categoría alguna de la Selección de fútbol de Chile. Sin embargo, su larga estadía en Andorra lo hizo integrar el personal técnico de la Selección de fútbol de Andorra en reiteradas oportunidades, tanto en la selección absoluta como en selecciones menores.

## Clubes
Clubes como jugador
| Club                      | País    | Años      |
| ------------------------- | ------- | --------- |
| Unió Esportiva Sant Julià | Andorra | 2003-2004 |
| FC Andorra                | España  | 2004      |
| Unió Esportiva Sant Julià | Andorra | 2005-2010 |
| CE Principat              | Andorra | 2011      |
| Futbol Club Santa Coloma  | Andorra | 2011-2013 |

Clubes como preparador de porteros
| Club                      | País    | Años          |
| ------------------------- | ------- | ------------- |
| Unión Temuco              | Chile   | 2013          |
| Deportes Temuco           | Chile   | 2014-2016     |
| Unió Esportiva Sant Julià | Andorra | 2016-presente |

## Palmarés

### Campeonatos como jugador
| Título                          | Club                      | País    | Año              |
| ------------------------------- | ------------------------- | ------- | ---------------- |
| Primera División de Andorra (2) | Unió Esportiva Sant Julià | Andorra | 2004-05, 2008-09 |
| Primera División de Andorra (1) | Futbol Club Santa Coloma  | Andorra | 2010-11          |
| Copa Constitució (2)            | Unió Esportiva Sant Julià | Andorra | 2008, 2010       |
| Copa Constitució (1)            | Futbol Club Santa Coloma  | Andorra | 2012             |
| Supercopa andorrana (3)         | Unió Esportiva Sant Julià | Andorra | 2004, 2009, 2010 |

### Campeonatos como miembro del cuerpo técnico
| Título        | Club            | País  | Año     |
| ------------- | --------------- | ----- | ------- |
| Primera B (1) | Deportes Temuco | Chile | 2015-16 |